# Сандовал, Хоуп
Хоуп Сандовал (англ. Hope Sandoval; 24 июня 1966) — американская певица, автор песен и композитор.

## Биография
Хоуп Сандовал родилась 24 июня 1966 года на востоке Лос-Анджелеса в мексиканско-американской семье. Карьеру начала вместе со своей подругой Сильвией Гомес в группе «Going Home».
В юности Хоуп восхищалась Кендрой Смит. Как-то раз Сильвия передала Кендре демо-кассету, на которой было несколько песен Хоуп под гитарный аккомпанемент Сильвии. Дэвид Робэк (вместе с Кендрой играл в группе «Opal») предложил им записать альбом, релиз которого, по неясным причинам, так и не состоялся.
Хоуп и Сильвия успешно играли концерты в Калифорнии на протяжении 80-х и поддерживали отношения с Дэвидом и Кендрой. В декабре 87-го Кендра неожиданно покинула группу «Opal» и исчезла. После уговоров Дэвида Кендра согласилась отыграть только два последних концерта тура и прекратить творческую деятельность в «Opal». После окончания тура Кит Митчелл (ещё один участник «Opal») вылетел домой, а Дэвид остался в Лондоне с размышлениями о будущем. Но на следующий день Кит вернулся. С ним прилетела Хоуп. С этого момента «Opal» превратился в «Mazzy Star».
Первый альбом Mazzy Star, She Hangs Brightly, был выпущен в 1990 году. Хотя этот альбом и не имел коммерческого успеха, он сделал Mazzy Star группой с уникальным звучанием.
В октябре 1993 года группа выпустила сингл "Fade into You" из второго альбома группы So Tonight That I Might See, который, спустя год после записи, неожиданно стал хитом.
Существует преемственность между звуками и настроениями первых двух альбомов Mazzy Star и третьего альбома группы, Among My Swan. В 1997 году у Mazzy Star был перерыв.

### Hope Sandoval & the Warm Inventions (2000–2010 гг.)
В 2000 году Сандовал сформировала группу Hope Sandoval & the Warm Inventions и выпустила свой первый сольный альбом Bavarian Fruit Bread в 2001 году, который был записан с барабанщиком My Bloody Valentine Колмом О Чиосойгом. Альбом отличался по теме, голосу и инструментам от ее работы с Mazzy Star. Берт Янш играет на гитаре на двух треках, и в альбоме есть два кавера: «Butterfly Mornings» из фильма «Баллада о Кейбл Хог» (1970) и «Drop» группы The Jesus and Mary Chain. The Warm Inventions выпустили два EP, At the Doorway Again в 2000 году и Suzanne в 2002 году, но не имели коммерческого успеха, с одним видео на MTV и небольшим количеством радиопередач. Сандовал записал песню "Wild Roses" для сборника, выпущенного Air France, In the Air (2008).
Хоуп Сандовал и The Warm Inventions выпустили свой второй альбом Through the Devil Softly 29 сентября 2009 года.
Сандовал и ее группа были выбраны Мэттом Грейнингом для выступления на фестивале All Tomorrow's Party, который он курировал в мае 2010 года в Майнхеде, Англия. Группа также выступила на музыкальном фестивале ATP New York 2010 в Монтиcелло, штат Нью-Йорк, в сентябре 2010 года по просьбе режиссера Джима Джармуша.

### Возобновление деятельности Mazzy Star (2011–2014)
В 2009 году Сандовал в интервью журналу Rolling Stone подтвердила, что Mazzy Star все ещё активна: «Это правда, что мы все еще вместе. Мы почти закончили [с записью]. Но я понятия не имею, что это значит». В октябре 2011 года группа выпустила сингл «Common Burn»/«Lay Myself Down», свой первый материал за 15 лет. Группа заявила, что планирует выпустить альбом в 2012 году. В июле 2013 года вышел первый сингл с нового альбома, «California». Альбом Seasons of Your Day вышел в сентябре 2013 года.

### Возобновление сольной деятельности (2016 – настоящее время)
9 марта 2016 года было подтверждено, что Hope Sandoval & The Warm Inventions выпустят 7-дюймовый виниловый сингл «Isn't It True» ко Дню музыкального магазина 2016 года. В треке также участвует Джим Патнэм из Radar Bros. Музыкальное видео на эту песню было выпущено 19 апреля и посвящено Ричи Ли из Acetone. лейбл Tendril Tales. Второй сингл с альбома "Let Me Get There" с участием Курта Вайла был выпущен 23 сентября. Сандовал записала вокал для песни Psychic Ills "I Don't Mind", которая была выпущена 29 марта. Четыре месяца спустя Massive Attack выпустили "The Spoils", который стал ее третьим сотрудничеством с группой после "Paradise Circus" и "Four Walls". Музыкальное видео с участием актрисы Кейт Бланшетт было выпущено 9 августа.
Она сделала кавер на "Big Boss Man" из альбома Mercury Rev 2019 года Bobbie Gentry's The Delta Sweete Revisited.